# IRAS 05437+2502
IRAS 05437+2502 é uma nebulosa. Em geral, essa nebulosa desenvolve uma pequena região de formação de estrelas preenchida com poeira negra que foi pela primeira vez observada em imagens feitas pelo satélite IRAS em luz infravermelha em 1983. Porém essa enigmática nebulosa possui um mistério a ser desvendado, um brilho do arco em forma de V invertido. Uma hipótese é que à responsável por esse arco, seja uma estrela massiva que em algum momento atingiu uma alta velocidade, e deixou a nebulosa.